# Eyes Wide Open (album King Crimson)
Eyes Wide Open – koncertowy album wideo King Crimson, wydany 21 października 2003 roku nakładem Sanctuary Records jako podwójny DVD.

## Historia albumu
DVD Eyes Wide Open zawiera dwa koncerty King Crimson: pierwszy z Japonii (2003), a drugi z Londynu (2000). Oba zostały zrealizowane w czteroosobowym składzie: Belew – Fripp – Gunn – Mastelotto, jaki ukształtował się pod koniec 1999 roku w ramach przygotowań do nagrania albumu The ConstruKction of Light. Występ w Japonii był częścią światowej trasy koncertowej, promującej najnowszy album studyjny zespołu, The Power to Believe. Na koncercie wykonane zostały również utwory z albumu The ConstruKction of Light. Natomiast druga płyta zawiera utwory głównie z albumu THRAK. Znalazł się jednak na niej również utwór „Heroes” Davida Bowiego oraz akustyczna wersja „Three of a Perfect Pair”, wykonana solo przez Adriana Belew. Całość uzupełniły improwizacje zespołu.

## Lista utworów
Lista i informacje według Discogs i AllMusic:
| 1.  | Introductory Soundscape Robert Fripp                                                                         |  |
|     | |  |
| 2.  | The Power To Believe I: (A Cappella)                                                                         |  |
|     | |  |
| 3.  | Level Five Adrian Belew / King Crimson                                                                       |  |
|     | |  |
| 4.  | ProzaKc Blues Adrian Belew / Robert Fripp / Trey Gunn / Pat Mastelotto                                       |  |
|     | |  |
| 5.  | The ConstruKction Of Light Adrian Belew / Robert Fripp / Trey Gunn / Pat Mastelotto                          |  |
|     | |  |
| 6.  | Happy With What You Have To Be Happy With Adrian Belew / King Crimson                                        |  |
|     | |  |
| 7.  | Elektrik Adrian Belew / King Crimson                                                                         |  |
|     | |  |
| 8.  | One Time Adrian Belew / Bill Bruford / Robert Fripp / Trey Gunn / Tony Levin / Pat Mastelotto                |  |
|     | |  |
| 9.  | Facts Of Life Adrian Belew / King Crimson                                                                    |  |
|     | |  |
| 10. | The Power To Believe II (Power Circle)                                                                       |  |
|     | |  |
| 11. | Dangerous Curves Adrian Belew / King Crimson                                                                 |  |
|     | |  |
| 12. | Larks' Tongues In Aspic: Part IV                                                                             |  |
|     | |  |
| 13. | The Deception Of The Thrush Adrian Belew / Robert Fripp / Trey Gunn                                          |  |
|     | |  |
| 14. | The World’s My Oyster Soup Kitchen Floor Wax Museum Adrian Belew / Robert Fripp / Trey Gunn / Pat Mastelotto |  |
|     | |  |
| 15. | Tokyo Sound & Camera Check                                                                                   |  |
|     | |  |

| 1.  | Into The Frying Pan Adrian Belew / Robert Fripp / Trey Gunn / Pat Mastelotto                                 |  |
|     | |  |
| 2.  | The ConstruKction Of Light Adrian Belew / Robert Fripp / Trey Gunn / Pat Mastelotto                          |  |
|     | |  |
| 3.  | VROOOM Adrian Belew / Bill Bruford / Robert Fripp / Trey Gunn / Tony Levin / Pat Mastelotto                  |  |
|     | |  |
| 4.  | One Time Adrian Belew / Bill Bruford / Robert Fripp / Trey Gunn / Tony Levin / Pat Mastelotto                |  |
|     | |  |
| 5.  | London Improv 1: Blasticus SS Blastica                                                                       |  |
|     | |  |
| 6.  | Dinosaur Adrian Belew / Bill Bruford / Robert Fripp / Trey Gunn / Tony Levin / Pat Mastelotto                |  |
|     | |  |
| 7.  | The World’s My Oyster Soup Kitchen Floor Wax Museum Adrian Belew / Robert Fripp / Trey Gunn / Pat Mastelotto |  |
|     | |  |
| 8.  | London Improv 2: C Blasticum                                                                                 |  |
|     | |  |
| 9.  | Cage |  |
|     | |  |
| 10. | ProzaKc Blues Adrian Belew / Robert Fripp / Trey Gunn / Pat Mastelotto                                       |  |
|     | |  |
| 11. | Larks' Tongues In Aspic: Part IV                                                                             |  |
|     | |  |
| 12. | Three Of A Perfect Pair Adrian Belew / King Crimson                                                          |  |
|     | |  |
| 13. | The Deception Of The Thrush Adrian Belew / Robert Fripp / Trey Gunn / Pat Mastelotto                         |  |
|     | |  |
| 14. | Sex, Sleep, Eat, Drink, Dream Adrian Belew / King Crimson                                                    |  |
|     | |  |
| 15. | Heroes David Bowie / Brian Eno                                                                               |  |
|     | |  |
| 16. | Improvising Crimson                                                                                          |  |
|     | |  |

- koncert zarejestrowany w Tokio, w Koseinenkin Kaikan, 16 kwietnia 2003 (DVD1)
- koncert zarejestrowany w Londynie, w Shepherd’s Bush Empire, 3 lipca 2000 (DVD2)
- Adrian Belew – gitara, śpiew
- Robert Fripp – gitara
- Trey Gunn – Warr Guitar
- Pat Mastelotto – perkusja

- obraz na okładce – P.J. Crook

## Odbiór

### Opinie krytyków
| Recenzje      | Recenzje |
| Publikacja    | Ocena    |
| ------------- | -------- |
| AllMusic      | [ 1 ]    |
| The Guardian  | [ 4 ]    |
| Prog Archives | 3.82/5.0 |
| RYM           | 4.14/5   |
| Sputnikmusic  | 4.1/5    |

Lindsay Planer z AllMusic jest zdania, że instrumentalne utowry 'Level Five', 'Dangerous Curves' i czwarta część 'Larks' Tongues In Aspic' należą do najważniejszych, ponieważ zespół ze swoimi pomysłowymi interaktywnymi improwizacjami mistrzowsko (przynajmniej w niektórych aspektach) nawiązuje do swoich poprzednich wcieleń. Autor wyróżnia Adriana Belew określając go jako „solidnego, wszechstronnego wokalistę i równie natchnionego autora tekstów”. Podsumowując stwierdza, iż Eyes Wide Open „służy zarówno nowym, jak i dobrze zorientowanym słuchaczom jako dokładny portret King Crimson w wykonaniu z około 2003 roku i jest polecany wszystkim zainteresowanym”.
Według Romana Sokala z magazynu Exclaim! „jest to prawie doskonały, dwupłytowy zestaw, który zapewnia interesujące spojrzenie (a nawet więcej) na jeden z najbardziej mistycznych i samoświadomych zespołów świata.